# Аллометрия

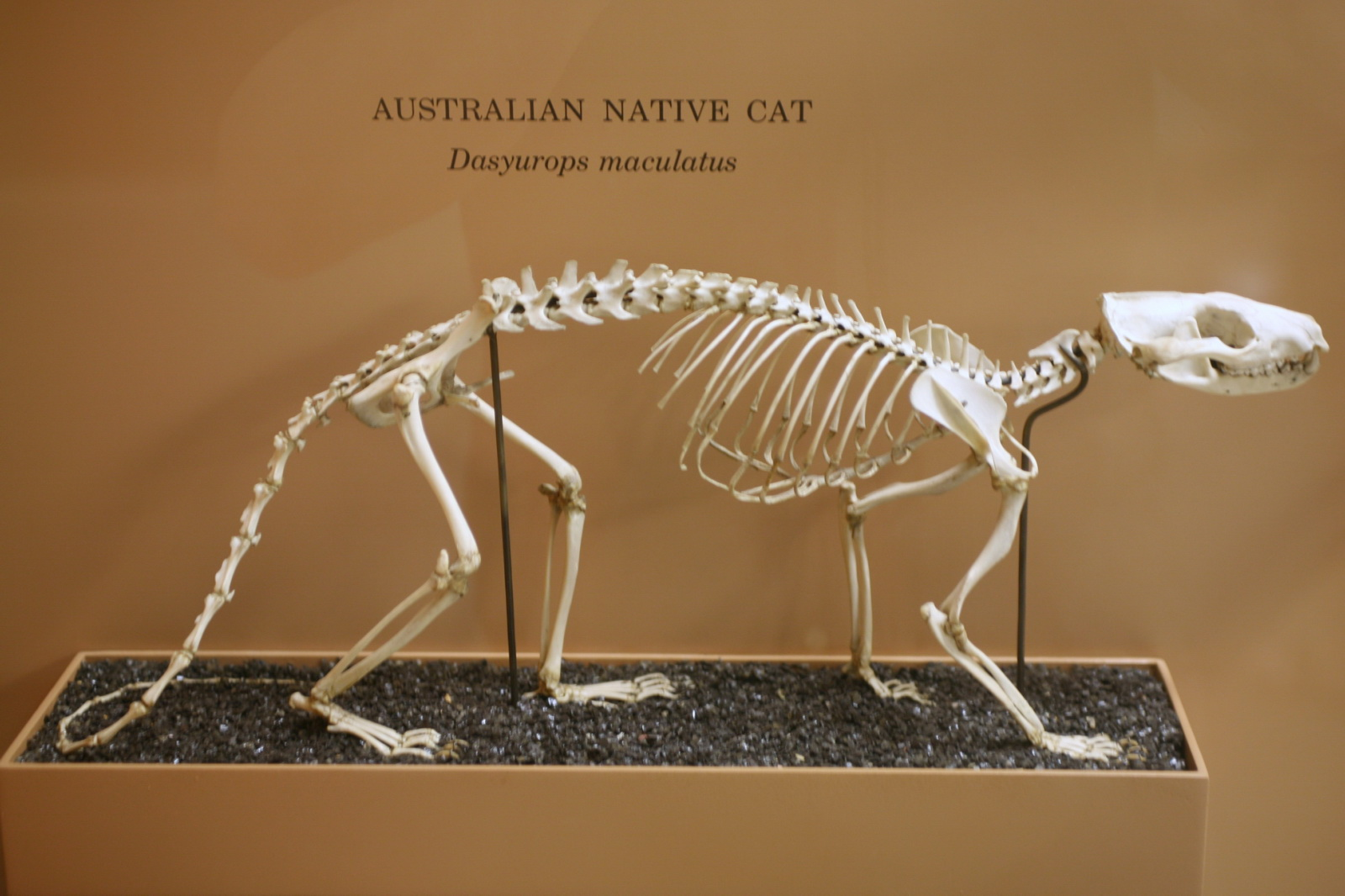
Скелет пятнистохвостой сумчатой куницы

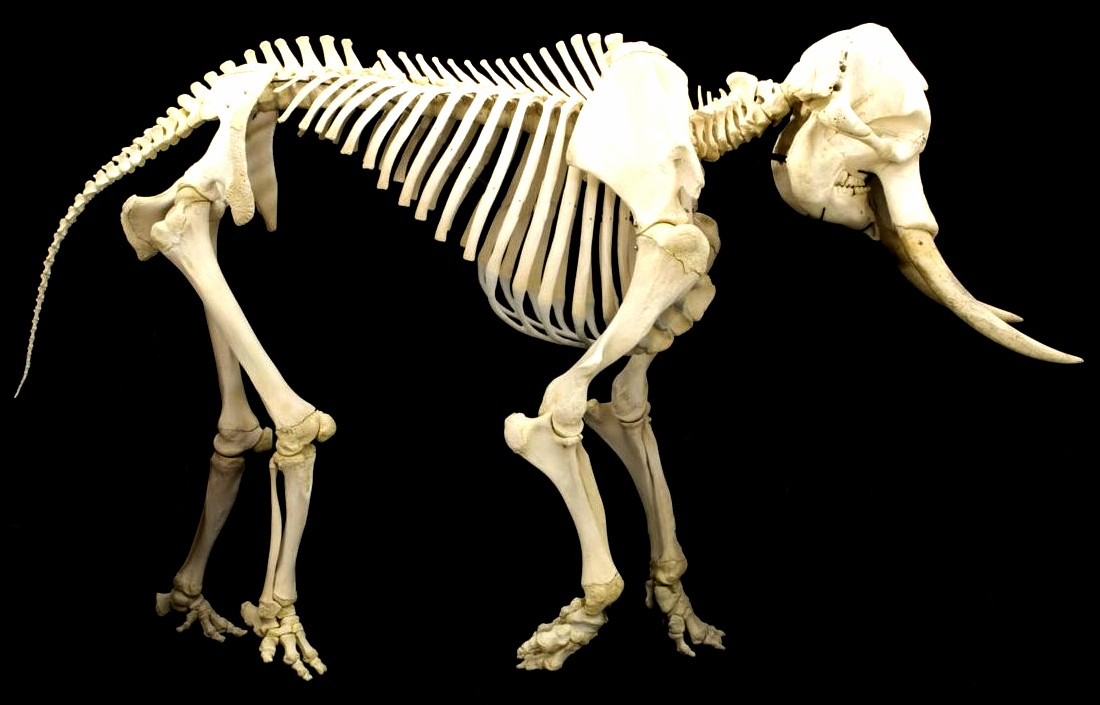
Скелет слона

Аллометрия (др.-греч. ἄλλος — другой и μέτρον — мера), неравномерный рост частей тела (в более широком смысле — различие пропорций у организмов с разными размерами). Аллометрия может быть отрицательной (например, замедленный рост головы у ребёнка) и положительной (например, рост рогов у жвачных животных). Аллометрия выражается изменением как пропорций тела, так и темпов развития различных органов, то есть гетерохронией. Случаи в аллометрии описываются законами и правилами (например, правило Ренча).
Аллометрический рост можно зарегистрировать, сравнивая организмы разного размера. В соответствии с тем, какие особи сравниваются друг с другом, можно выделить такие формы аллометрии:
- онтогенетическая аллометрия, прослеживаемая в ходе онтогенеза особи или устанавливаемая при сравнении разновозрастных особей одного вида;
- внутривидовая аллометрия, обнаруживаемая при сравнении особей на одной стадии развития (обычно взрослых), которые отличаются друг от друга по размеру;
- межвидовая аллометрия, выявляемая при сравнении средних значений исследуемого признака, характерных для особей (как правило, взрослых) разных видов, принадлежащих к одной группе;
- эволюционная аллометрия — межвидовая аллометрия в ряду филогенетически преемственных форм.